# Ada Cross
Ada Cross, född Cambridge, 21 november 1844, död 19 juli 1926, var en brittisk författare. Hon skrev drygt 25 romaner, tre poesisamlingar och två biografier. Många av hennes texter publicerades inte som böcker, utan som följetonger i tidningar.  
Ada gifte sig med prästen George Frederick Cross den 25 april 1870 och flyttade tillsammans med honom till Australien, där hon kom att bo och verka under många år.

## Psalmer
- Den kära vilodagen, nr 522 i Svenska Missionsförbundets sångbok 1920. Översatt av Erik Nyström. Finns på Wikisource.